# Mollie Lindén
Mollie Maxine Lindén, född 6 mars 1996 i Fårbo i Oskarshamns kommun i Kalmar län, är en svensk sångerska och låtskrivare. Hon deltog i Idol 2014. Lindén sökte även till X Factor Sverige 2012 på TV4 där hon tog sig till Bootcamp där hon blev utslagen ur tävlingen. Under 2014 sökte hon till Idol också det på TV4 där hon tog sig till Topp 11 och senare till finalen i Globen. Under sin tid i Idol har hon även släppt en singel som heter "Losing Myself Without You".
Den 5 december 2014 var Lindén med i Idolfinalen i Globen i Johanneshov, Stockholm. Där slutade hon på en andraplats.
År 2011, då Lindén var femton år gammal, var hon med i programmet "Kvällen är din" på TV4 där Martin Stenmarck var programledare. Där sjöng hon en duett med James Blunt.
Hon var en av de medverkande artisterna på Diggiloo-turnén sommaren 2015.
2017 byter Mollie Lindén sitt artistnamn till Mollie Minott som är henne pappas släktnamn och släpper sin första solo singel "Mama" som hon skrivit tillsammans med Rassmus Björnsson och Nina Hyman.

## Diskografi

### Album
- 2014 – Idol 2014 (samlingsskiva)

### Singlar
- 2011 – Take My Hand (tillsammans med Afana)
- 2014 – "Losing Myself Without You"
- 2017 - "Mama" (släpps under namnet nya artistnamn Mollie Minott)